# Prognichthys glaphyrae
Prognichthys glaphyrae är en fiskart som beskrevs av Parin, 1999. Prognichthys glaphyrae ingår i släktet Prognichthys och familjen Exocoetidae. Inga underarter finns listade i Catalogue of Life.